# A Tragédia da Rua das Flores
A Tragédia da Rua das Flores é um romance de Eça de Queirós escrito em 1877.
O texto foi adaptado, em 1981, para o formato televisão, com Lourdes Norberto e Antonino Solmer nos papeis principais e a direção a cargo de Ferrão Katzenstein. .
Em 1982 foi feita uma adaptação teatral que contou com a participação de Simone de Oliveira, Carlos Daniel e Armando Cortêz.

## Enredo
Relata a história do incesto entre uma mãe, Genoveva, e o seu filho Vítor, de 23 anos, o qual abandonou ainda recém-nascido.  

“Era no Teatro da Trindade, representava-se o Barba Azul. Tinha começado o segundo acto e o Coro de Cortesãos saía, recuando em semícirculos, com os espinhaços vergados, quando, num camarote sobre o balcão, à esquerda, o ranger ferrugento de uma fechadura perra, uma cadeira arrastada, fizeram erguer aqui e além, alguns olhares distraídos. 
Uma senhora alta, de pé, desapertava devagar os fechos de prata de uma longa capa de seda negra forrada de peles escuras, tinha ainda o capuz descido sobre o rosto e os seus olhos negros e grandes , que as olheiras de um brilho ligeiro, ou desenhadas ou naturais, fazia parecer mais profundas, mais se destacavam num rosto aquilino e oval, levemente amaciado de pó de arroz. (...)”

— Tragédia da Rua das Flores (1980)

## Personagens

### Protagonistas

#### Lista
- Genoveva - centro estrutural e força organizadora do romance
- Tio Timóteo - apaixonou-se por Genoveva
- Vítor - foi abandonado enquanto bebé pela mãe Genoveva, o apelido é mudado pelo seu pai para Curvelo. É amado e desejado por todas as mulheres.

#### História e Caracterização de cada personagem

##### Genovena
Genovena nasceu na Guarda, sendo filha de Maria Silvéria. Casou-se com Pedro da Ega, mas acaba por o abandoná-lo para casar com um emigrante espanhol. Residiu algum tempo no norte de Espanha e nos Pirenéus, vivendo pacatamente como uma verdadeira cortesã europeia, com diferentes homens sucessivamente (como Lord Beltron, entre outros). Entretanto, contrai matrimónio com um velho e petulante senador do III Império, M. Molineux. A queda do bonapartismo fá-la regressar a Portugal, onde se apresenta como Mme. Molineux, já que o senador havia falecido, e acompanhada por Gomes - o brasileiro rico com quem passara a viver.
Aí, envolve-se com Dâmaso, um rico asqueroso, de quem ia extorquindo dinheiro. Contudo, as suas atenções prendem-se em Vítor, um homem novo mas que o destino, pela mão do Tio Timóteo, viria a revelar-lhe ser seu filho.
Era uma mulher vistosa, sensual e sedutora. Vítor descreve-a como "uma beleza tão atraente e desejável - um esplendor igual ao da sua pele branca e quente, tão belos movimentos de pálpebras com pestanas tão longas; a linha do pescoço e do seio excedia aquilo que ele observara no peito das estátuas ou das gravuras; e a massa do seu cabelo loiro, parecia-lhe dever ser pesada e doce quando se apanhasse nas mãos".
Genoveva é uma das personagens queirosianas mais realistas. Com imensa densidade psicológica, de personalidade forte e determinada, é aquilo que se pode chamar uma personagem com alma.

##### Timóteo
Timóteo da Ega perdeu uma perna na Índia, na caça (às galinholas embora dissesse que fora a um tigre, para se impor).
Aí e também em Angola, foi juiz. Trouxe das colónias ideias racistas.
Reformado, vive na Rua de S. Francisco com o seu sobrinho Vítor, a criada Clorinda e o cão, Dick. Além destes, só simpatiza com o coronel Stephenson. Detesta os jornais nacionais e, por isso, lê o "Times". Odeia Sintra e considera Lisboa uma cidade feia e aborrecedora. Tem uma herança de 80 contos e é viúvo.
Educa o sobrinho de um modo invulgar: "Que diabo, há pais, há tios que pregam moralidade! São asnos - eu prego imoralidade. Um rapaz novo, quer-se vivo, empreendedor, com dois ou três bastardos, e duas meninas no convento por paixão".
Opõe-se ao casamento de Vítor com a francesa e, inconscientemente, precipita a tragédia naquele 3º andar da Rua das Flores.

##### Vítor
Vítor é o protagonista da Tragédia da Rua das Flores, bacharel em Direito, formado em Coimbra, exercia advocacia no escritório do Dr. Caminha.
Com 23 anos era um poeta romântico, republicano, profissionalmente revoltado e descontente. É um burguês apático e ridículo- "sentia-se na vida como um homem errante que só vê diante de si portas fechadas".
Vivia com o tio – Timóteo – na Rua de S. Francisco, 3º andar, em Lisboa (atual Rua Ivens), pois a sua mãe tinha-o abandonado quando tinha apenas dois meses.
Fisicamente apresentava "testa branca, o buço delgado, os cabelos encaracolados".
Envolve-se com Genoveva e propõe-se mesmo fugir com ela para Paris, o que só não acontece porque Genoveva se suicida ao saber, pela boca do tio Timóteo, que Vítor é o filho que ela abandonara.
Vítor é, assim, o exemplo típico do homem em tudo frustrado, destroçado pela fatalidade do destino – o protótipo do "Vencido da Vida".

### Personagens secundárias

#### Lista
- Maria Silvéria
- Pedro da Ega
- Lord Beltron
- Camilo Serrão
- Joana
- Dâmaso Mavião
- Joaquim Meirinho
- Mélanie
- Conde de Molineux
- Coronel Stephenson
- Barrão de Markstein